# أزوفرال
أزوفرال بالأنجليزية: (Azufral) هو جبل بركاني يقع جنوب كولومبيا وهو جبل من سلسلة جبال الأنديز ويعد جبل فولكان ازوفرال من الجبال البركانية.